# Chahe (köpinghuvudort i Kina, Hainan Sheng, lat 19,23, long 108,94)
Chahe är en köpinghuvudort i Kina. Den ligger i provinsen Hainan, i den södra delen av landet, omkring 170 kilometer sydväst om provinshuvudstaden Haikou. Antalet invånare är 11 965. Befolkningen består av 5 303 kvinnor och 6 662 män. Barn under 15 år utgör 20,0 %, vuxna 15-64 år 72 %, och äldre över 65 år 7,0 %.
Runt Chahe är det ganska tätbefolkat, med 166 invånare per kvadratkilometer. Närmaste större samhälle är Sanjia, 19,2 km väster om Chahe. Omgivningarna runt Chahe är en mosaik av jordbruksmark och naturlig växtlighet.
Genomsnittlig årsnederbörd är 1 630 millimeter. Den regnigaste månaden är juli, med i genomsnitt 279 mm nederbörd, och den torraste är februari, med 13 mm nederbörd.